# داسو ميستير الرابعة
داسو ميستير الرابعة (بالإنجليزية: Dassault Mystère IV)‏ هي مقاتلة-قاذفة أنتجت في 1953 بفرنسا. من صناعة داسو للطيران. كانت تستخدم بشكل أساسي من قبل القوات الجوية الفرنسية. كان أول طيران لها في 28 سبتمبر 1952. صنع منها 411 طائرة.

## المستخدمون
- القوات الجوية الفرنسية
- القوات الجوية الهندية
- القوات الجوية الإسرائيلية